# معيار بث الفيديو الرقمي فضائيا

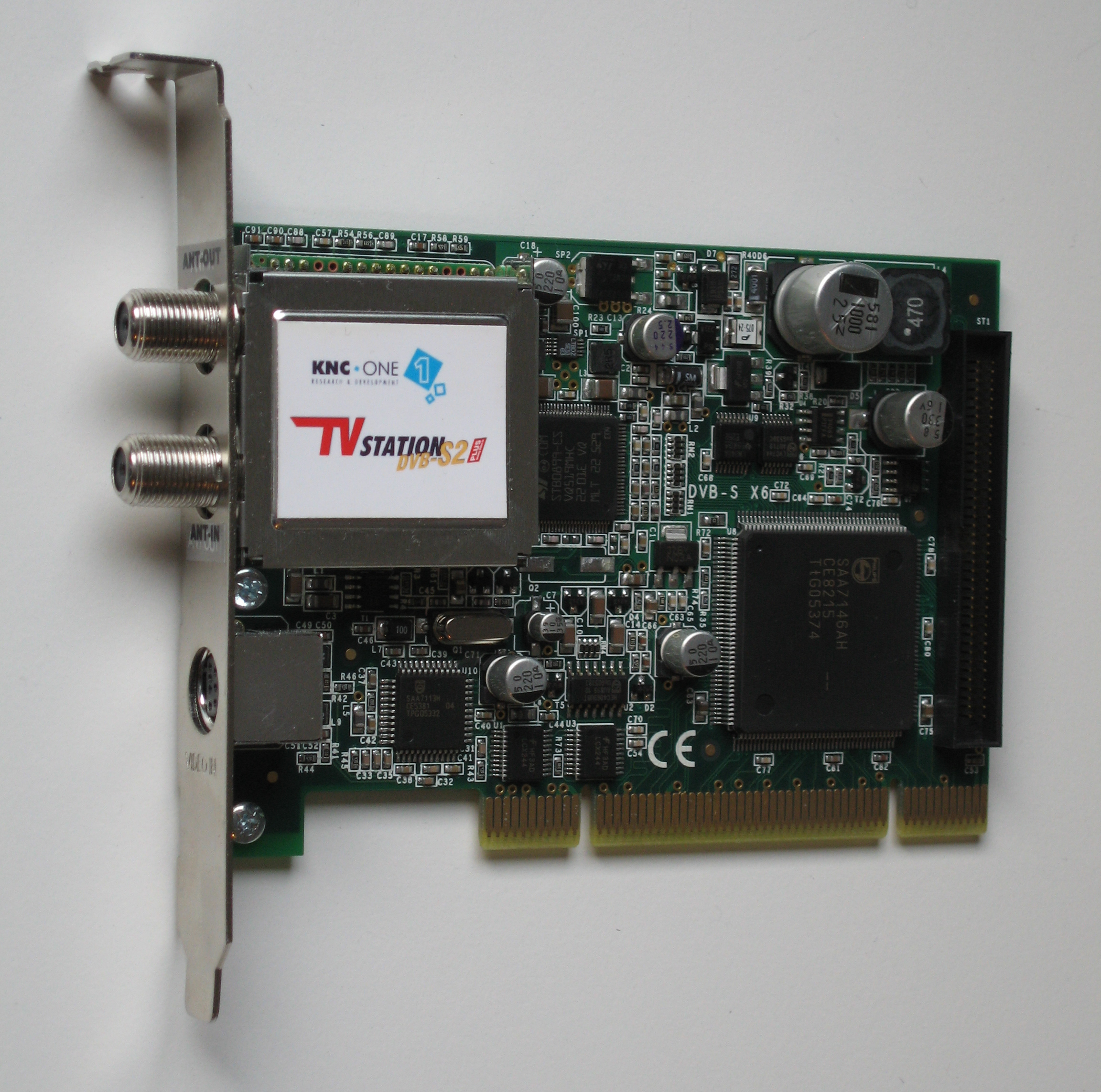

يعد بث الفيديو الرقمي - فضائياً ( DVB-S ) هو المعيار الأصلي لبث الفيديو الرقمي فضائياً ، ويعود تاريخه إلى عام 1995 ، في أول إصدار له ، بينما استمر التطوير من عام 1993 إلى عام 1997. وكان التطبيق التجاري الأول من قِبل Galaxy في أستراليا ، مما أتاح البث الرقمي ، التلفزيون عبر الأقمار الصناعية للجمهور.
يتم استخدامه عبر الأقمار الصناعية التي تخدم كل قارات العالم. يتم استخدام DVB-S في كل من القنوات المتعددة لكل حامل (MCPC) والقناة الفردية لكل أوضاع شركة ناقل لتغذيات شبكة البث بالإضافة إلى خدمات البث الفضائي المباشر مثل Sky (المملكة المتحدة وإيرلندا) عبر Astra في أوروبا وشبكة Dish و Globecast في الولايات المتحدة وبيل TV في كندا.
في حين أن معيار DVB-S الفعلي لا يحدد سوى خصائص الوصلة المادية والأطر ، فإن تيار النقل المتداخل الذي توفره (DVB-S) يتم تكليفه باسم MPEG-2 ، والمعروف باسم قطار نقل MPEG (MPEG-TS).
تستخدم بعض أجهزة إعادة الإرسال التلفزيونية للهواة أيضًا هذا الوضع في نطاق الهواة 1.2 جيجاهرتز .

## روابط خارجية
- ETSI DVB-S / S2
- DVB-S TR 101 198 V1.1.1 (09/97) تنفيذ تشكيل مفتاح تبديل الطور الثنائي (BPSK) في أنظمة الإرسال الساتلي DVB
- DVB-S EN 300 421 V1.1.2 (08/97) هيكل الإطارات وتشفير القناة وتشكيلها في 11/12   الخدمات الساتلية GHz
- ارديتو التاريخ